# Smilax arisanensis
Smilax arisanensis är en enhjärtbladig växtart som beskrevs av Bunzo Hayata. Smilax arisanensis ingår i släktet Smilax och familjen Smilacaceae. Inga underarter finns listade.